# Michael Vecchione
Michael Vecchione (...) è un biologo statunitense specializzato nello studio della biodiversità marina, con un focus particolare sui cefalopodi.
Attualmente ricopre il ruolo di zoologo presso il Museo Nazionale di Storia Naturale della Smithsonian.
Dopo aver ottenuto una laurea triennale (B.S.) all'Università di Miami (1972) e un dottorato di ricerca (Ph.D.) al College di William e Mary (1979), Vecchione ha dedicato la sua carriera allo studio della biodiversità marina, concentrandosi in particolare sui cefalopodi. Nel 2009, ha svolto il ruolo di scienziato capo in una spedizione di sei settimane alla dorsale medio atlantica nell'ambito del Progetto Census of Marine Life.
Nel 2001, è stato eletto Fellow dell'American Association for the Advancement of Science, riconoscimento che attesta il suo contributo significativo nel campo della zoologia. 

## Pubblicazioni selezionate
- Deep, diverse and definitely different: unique attributes of the world's largest ecosystem, pubblicato su Biogeosciences nel 2010.
- The evolution of coleoid cephalopods and their present biodiversity and ecology, pubblicato sull'African Journal of Marine Science nel 1998.
- Octopus, Squid, and Cuttlefish: A Visual Scientific Guide to the Oceans' Most Advanced Invertebrates, co-autore con Roger Hanlon e Louise Allcock, pubblicato dalla University of Chicago Press nel 2018.

Il lavoro di Vecchione ha contribuito in modo significativo alla comprensione della biodiversità marina e dell'ecologia dei cefalopodi, arricchendo la letteratura scientifica con studi approfonditi e partecipando a spedizioni di ricerca di rilievo.